# Koroški Heimatdienst
Koroški Heimatdienst (nemško Kärntner Heimatdienst, dobesedno »Koroška domovinska služba«) je koroška politična organizacija.
Za Heimatdienst so značilne skrajno desničarske ideje, spogledovanje z nacizmom in težnje po etnično čisti Koroški. Koroški Heimatdienst je bil v 70. letih gonilna sila tako imenovanega Ortstafelsturma, torej nasilnega odstranjevanja krajevnih tabel z dvojezičnimi napisi v nemškem in slovenskem jeziku na Južnem Koroškem. Heimatdienst je totalitarna, nedemokratična ustanova, ki sloni na ideologiji nacizma in jo bolj ali manj odkrito propagira na svojih shodih (značilni so vsakoletni shodi na Ulrichsbergu in pohodi ob obletnicah Koroškega plebiscita). Člani Heimatdiensta, v mnogih primerih tudi bivši pripadniki Waffen SS in Wehrmachta, se zgrinjajo okoli nerealne interpretacije Koroškega plebiscita kot dogodka, v katerem se je po njihovem mnenju večina slovensko govorečih Korošcev opredelila za Avstrijo in tako tudi za dokončno ponemčenje.